# The Victoria Cross
The Victoria Cross er en amerikansk stumfilm fra 1916 af Edward LeSaint.

## Medvirkende
- Lou Tellegen som Ralph Seton.
- Cleo Ridgely som Joan Strathallen.
- Sessue Hayakawa som Azimoolah.
- Ernest Joy som Sir Allen Strathallen.
- Mabel Van Buren som Prinsesse Adala.